# Geelkuiftuiniervogel
De geelkuiftuiniervogel (Amblyornis flavifrons) is een zeer zeldzame prieelvogel.
Het is een endemische vogelsoort uit Nieuw-Guinea.

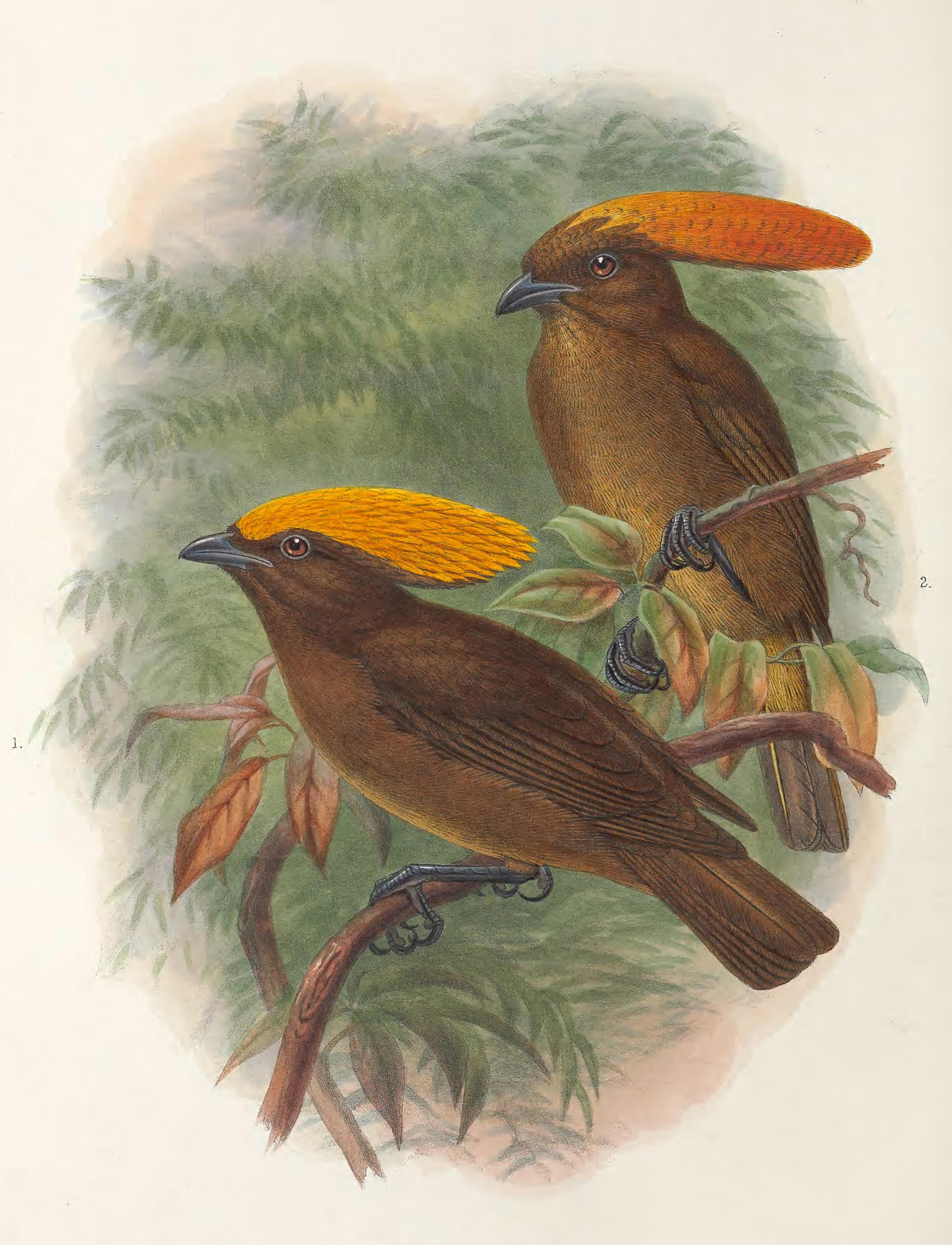
Onder: Geelkuiftuiniervogel

## Beschrijving
Deze vogels kunnen tot 24 cm lang worden. Het vrouwtje verschilt nauwelijks van andere soorten prieel- of tuiniervogels uit het geslacht Amblyornis. Het mannetje is fraai bruin gekleurd en heeft een opvallende tien centimeter lange goudkleurige, oranjegele kuif die van het voorhoofd tot aan de nek reikt (zie plaatje).
De geelkuiftuiniervogel werd in 1895 op grond van vier verzamelde balgen beschreven en daarna pas weer in 1981 waargenomen tijdens een expeditie onder leiding van de Amerikaanse bioloog Jared Diamond. In december 2005 werden de eerste foto's van deze vogel gemaakt, baltsend bij zijn prieel, tijdens een expeditie met de Amerikaanse ornitholoog Bruce Beehler van de natuurbeschermingsorganisatie Conservation International.

## Verspreiding en leefgebied
De geelkuiftuiniervogel komt endemisch voor in de Indonesische provincie Papoea, in het Foja-gebergte ten noorden van de Idenburgrivier. Dit gebied is nauwelijks bewoond en werd in 1995 tot natuurgebied verklaard. De geelkuiftuiniervogel leeft in bergwouden op een hoogte tussen de 1000 en 2000 m boven de zeespiegel. Het zijn vruchteneters. Net als de andere prieelvogels bouwt de vogel een prieel, dat hij versiert met gekleurde bessen en vruchten.